# 松平忠国 (播磨国明石藩主)
松平 忠国（まつだいら ただくに）は、江戸時代前期の大名。丹波国篠山藩主、播磨国明石藩の初代藩主。藤井松平家嫡流4代当主。官位は従五位下・山城守。

## 生涯
松平信吉の長男として誕生した。
元和6年（1620年）に信吉の跡を継いで丹波篠山5万石の藩主となる。信吉の代から建設中であった城下町を完成させた。藩の財政には厳格であり、元和7年（1621年）に不作であった際には柿の木も年貢の対象としたため、農民から越訴されている。
慶安2年（1649年）に播磨明石7万石に加増転封された。こちらでは、新田開発や掘割の開削などに当たった。
万治2年（1659年）、死去。享年63。
茶道・和歌・俳諧・文学を嗜み、沢庵宗彭との交流もあった。明石が『源氏物語』『平家物語』で舞台となっていたことから、光源氏や明石入道の碑を造り、自作の和歌をそれに刻ませている。

## 系譜
娘の一人・栄昌院は忠国の弟の家・伊賀守家へ嫁ぎ、甥・忠昭の正室となった。息子の3人には、自身が将軍徳川秀忠から拝領した一字「忠」を用いることなく、養祖父・勘四郎信一以来の「信」をそれぞれにつけた。長男の信久は忠国の隠居前での不幸で、山城守を襲名せずに早世した。次男の信之が山城守家を継いだ。信之の弟・信重は新家を興し、5000石の旗本になった。
父母
- 松平信吉（父）
- 松平信一の娘、あるいは養女で阿部定吉の娘（母）

正室
- 戸田氏鉄の娘

子女
- 松平信久（長男） 生母は正室
- 松平信之（次男） 生母は正室
- 松平信重（三男）
- 松平忠栄（五男） 生母は正室 - 松平忠晴の養子
- 内藤義概正室
- 松浦重信正室
- 翠松院 - 保科正景正室
- 酒井忠興室
- 本多忠将正室
- 善法寺要清室
- 栄昌院 - 松平忠昭正室